# Bete (Sprache)
Das Bete ist eine der Sprachen Nigerias und ist eine nahezu ausgestorbene jukunoide Sprache, welche nur noch von einer kleinen Minderheit der 3.000 Einwohner in der Stadt Bete im Takum Local Government Authority des Bundesstaates Taraba gesprochen wird.
Ihre Sprecher gingen zumeist dazu über, das Englische, die einzige Amtssprache des Landes seit der britischen Kolonialzeit, zu übernehmen. Einige Sprecher des Bete können auch Jukun Takum. Es wird berichtet, dass Bete mit den Sprachen Lufu und Bibi näher verwandt ist. Beide Sprachen gehören zur Subfamilie der jukunoiden Sprachen innerhalb der Niger-Kongo-Sprachfamilie.
Die Sprache ist gleichzeitig eine platoide Sprache und sollte nicht mit der Sprache Bété in der Elfenbeinküste verwechselt werden.